# Afrikaanse baardvogels
Afrikaanse baardvogels (Lybiidae) zijn een vogelfamilie uit de orde van spechtvogels. De familie telt 43 soorten. Afrikaanse baardvogels vormen een aparte familie die samen met de Aziatische en Amerikaanse baardvogels behoren tot dezelfde orde. 
Afrikaanse baardvogels komen voor ten zuiden van de Sahara, behalve in het uiterste zuidwesten van Zuid-Afrika. Soorten van het geslacht Lybius zijn uitgesproken bosvogels; soorten uit het geslacht Pogoniulus komen ook voor in gebieden met afwisselend bos en struikgewas.

## Geslachten
- Geslacht Buccanodon (1 soort: geelvlekbaardvogel)
- Geslacht Cryptolybia (1 soort: olijfkleurige ketellapper)
- Geslacht Gymnobucco (3 soorten borstelneuzen en 1 soort baardvogel)
- Geslacht Lybius (7 soorten baardvogels)
- Geslacht Pogoniulus (10 soorten zogenaamde ketellappers)
- Geslacht Stactolaema (3 soorten baardvogels)
- Geslacht Trachyphonus (5 soorten baardvogels)
- Geslacht Trachylaemus (2 soorten)
- Geslacht Tricholaema (6 soorten baardvogels)

Glansvogels · Baardkoekoeken · Capitonidae · Lybiidae · Megalaimidae · Honingspeurders · Semnornithidae · Toekans · Spechten